# This Is My Love
『This Is My Love』（ディス イズ マイ ラブ）は、相田翔子の3枚目のオリジナル・フルアルバムである。2013年9月4日にアップフロントワークス（zetimaレーベル）から発売された。

## 概要
オリジナル・フルアルバムとしては1997年5月25日に発売された2ndアルバム『Luz』以来、およそ16年4か月ぶりのリリースとなる3rdアルバム。 今回は彼女のデビュー25周年記念の一環として制作され、彼女自身がセルフ・プロデュースを手掛けている。
今作では1980年代から1990年代にかけてのジャパニーズ・ポップの王道的な要素をふんだんに取り入れ、彼女自身の書下ろしによる作詞・作曲のオリジナル楽曲のほか、角松敏生、尾崎亜美、大江千里などの書下ろしによるオリジナル楽曲、さらに根本要や因幡晃とのデュエットによる楽曲が収録されている。そのためか楽曲自体はノスタルジーを際立てたアレンジのものが大多数を占めている。単なるアニバーサリーアルバムとは言い切れない充実した内容を持った作品であり、特に1980年代のジャパニーズ・ポップに慣れ親しんだ世代の人々には、どことなくノスタルジックな雰囲気を感じさせる作品である。
アップフロントワークス移籍後の彼女のアルバム、およびシングルは地中海レーベル名義でリリースされていたが、今作よりzetimaレーベル名義でリリースされることとなった。
当アルバムの1曲目に収録されている「for you」はシングルカットされていないが、オリジナルのミュージックビデオが制作された。
彼女自身の一連のソロアルバムとしてはWink在籍時代にリリースされた1stオリジナル・ミニアルバム『Delphinium』（1992年5月25日発売）以来、21年3か月ぶりにオリコン週間アルバムチャートの200位圏内にランクインした。

## 収録曲
1. for you[4:27]
（作詞・作曲・編曲：角松敏生）
2. 月で泳ぐ[4:07]
（作詞・作曲：相田翔子、編曲：門倉聡）
3. 夜明けの雨はピアニッシモ[4:48]
（作詞：岩里祐穂、作曲：羽場仁志、編曲：佐藤準）
4. 一輪[5:19]
（作詞：相田翔子、作曲・編曲：吉田次郎）
5. さよならの頁／Duet with 根本要（from スターダスト☆レビュー）[6:10]
（作詞・作曲：相田翔子、編曲：門倉聡）
6. タペストリー[5:10]
（作詞：及川眠子、作曲：相田翔子、編曲：門倉聡）
7. 1秒だけの奇蹟[4:07]
（作詞・作曲・編曲：尾崎亜美）
8. クレタの白い砂／Duet with 因幡晃[4:13]
（作詞：三浦徳子、作曲：馬飼野康二、編曲：佐藤準[5]）
9. もっと ありのまま[4:41]
（作詞：相田翔子、作曲：羽場仁志、編曲：佐藤準）
10. 時刻表のない駅[6:11]
（作詞・作曲：相田翔子、編曲：門倉聡）
11. ぼくのともだち[5:43]
（作詞・作曲・編曲：大江千里）
KANがハミングで友情参加している。
大江千里、KANがWink時代・ソロを含め楽曲に関連するのはこの曲が初となるが、Winkのパロディ・ユニットである“やまだかつてないWINK”には両氏共に楽曲提供してる。